# Telemolise
Telemolise è la prima emittente televisiva privata del Molise, sia per anzianità che per ascolti, per copertura della popolazione e per dimensioni d'impresa. La costituzione di Radio Tele Molise s.r.l. avvenne nel 1978. Ha la sede centrale a Campobasso ed altri studi a Isernia e Termoli.
L'emittente è certificata Auditel per il controllo dell'indice di ascolto, con 223.773 contatti netti (numero di spettatori diversi tra loro, sintonizzati per almeno un minuto sull'emittente nel mese considerato).
L’editore, Quintino Pallante, è lo stesso della tv locale abruzzese TV6, della radio locale molisana RADIO LUNA, del Giornale del Molise, e di altre emittenti tv.

## Storia

### La nascita
L'emittente, prima della regione, viene fondata a Ferrazzano nel 1978 (anche se ci furono precedenti sperimentazioni), da un gruppo di piccoli commercianti di Campobasso attivi nel settore dell'elettronica: Lello De Capoa, Michele De Nigris, Pietro Fatica, Raffaele Ciarlariello, Nicola Pirone. La prima sede è a Ferrazzano in Palazzo Chiarulli, l'emittente irradia i suoi programmi dal canale UHF 55, la prima denominazione è Telemolise, la società viene fondata poco più tardi col nome Radio Tele Molise s.r.l., anche se in realtà all'inizio non esiste un'emanazione radiofonica, ma ci si limita ad un accordo di cooperazione con Radio Luna di Campobasso, che però inizialmente non coinvolge la proprietà. I programmi sono irradiati attraverso il ripetitore di Ferrazzano che è condizione di accendere solo il 26% della popolazione molisana, Il 6 novembre 1978 Radio Tele Molise s.r.l. viene registrata alla Camera di Commercio, ma già nel luglio 1977 andava in onda il primo Videogiornale, il 13 luglio 1977 entra la prima pubblicità in Telemolise. Le imprese di Campobasso comprendono la potenzialità del nuovo mezzo, così con il passare degli anni Telemolise allarga il suo raggio d'azione ed arriva a coprire tutta la Regione, è la prima emittente locale del Molise ed in base a ciò viene coniato il motto: Telemolise, una Regione diventa tv. Il 1º settembre 1977 hanno inizio le prime rubriche sportive. Nel 1978 l'emittente trasferisce la propria sede a Campobasso in via Colle delle Api, il primo direttore di Telemolise è Lucio Zampino (poi in Rai, oggi in pensione), il palinsesto propone un videogiornale, rubriche di approfondimento (Il Molise che lavora, Sala TLM, Giù la tessera), programmi condotti dal direttore Lucio Zampino, una trasmissione di cucina, un programma culturale condotto da un professore ipovedente, il quiz Gran Premio, incontri di calcio delle squadre molisane, rubriche sportive, il programma per bambini Il Giocoliere, film, telefilm, documentari, e il programma di Maurizio Seymandi Superclassifica Show, un altro programma cult delle tv locali del periodo che va in onda anche su Telemolise è la trasmissione sportiva Caccia al tredici condotto da Roberto Bettega.

### Gli anni '80 e l'acquisizione da parte di Lelio Pallante
Nel 1981 nuovo trasloco sempre nel capoluogo di regione, in via Labanca. Il 23 ottobre 1981 con una semplice e spontanea cerimonia viene inaugurata la redazione di Isernia, la redazione viene aperta in via Kennedy per iniziativa di Franco Cristicini. Il 12 settembre 1983 i soci fondatori allargano la società ad altri imprenditori fra i quali vi è Lelio Pallante, imprenditore e politico, allora presidente del consiglio regionale, poi assessore, e per molti anni sindaco di Frosolone. Il 18 gennaio 1984 viene inaugurata la nuova sede di Isernia in via Giovanni XXIII, nel 1984 arriva la prima sponsorizzazione del Videogiornale che da allora diventa il punto forte dell'emittente, nel gennaio 1985 viene effettuata una diretta dal Teatro Savoia per Lo sportivo 85. Il 13 marzo 1985 viene inaugurata la sede di Termoli in corso Nazionale, nella società entrano nuovi azionisti. Nel gennaio 1986 Telemolise si afferma anche fuori Regione aprendo tre redazioni a Cassino, Castel di Sangro e Pescara grazie all'acquisto di Video Sole.
Nel 1986 la maggioranza azionaria di Telemolise viene rilevata da Lelio Pallante che amplia l'area di copertura irradiando i programmi anche dai canali UHF 39, 40, 43, 55 e 64, e costituisce una seconda rete (Telemolise 2, UHF 64). Sempre nella seconda metà degli anni '80 Marinella Lembo, una giornalista di Telemolise, riesce ad intervistare Vasco Rossi che, ancora poco noto sulla scena nazionale, tenne un concerto a Campobasso. Fra i programmi del periodo si ricorda 7 giorni di cronaca in onda la domenica a cura di Fausto Siconolfi. L'editore Lelio Pallante mette subito in pratica l'idea di televisione di qualità. Dal 1º gennaio 1987 Telemolise aumenta i suoi investimenti ed in conseguenza la sua struttura.
Direttori negli anni '80 e '90 sono Antonio Sordo, Salvatore Daddario e Antonio Di Lallo, Nicola Magri è il direttore dei servizi giornalistici. All'inizio degli anni '80 Telemolise ha fatto parte del circuito di reti cattoliche Rete Blu, nel 1988 si affilia a Cinquestelle, ed in seguito anche a Junior Tv.

### Gli anni '90
Nel 1993 la programmazione di Cinquestelle è dirottata su Telemolise 2. Antonio di Lallo così spiegherà a Millecanali le ragioni di ciò: "per noi è molto più producente e redditizio un filo diretto su problemi locali piuttosto che la replica de La piovra". Nel 1994 Telemolise lascia la sede di Via Labanca e si trasferisce in quella attuale nella zona industriale di Campobasso. Dal 1998 Telemolise, tra le prime in Italia, è visibile anche in streaming su www.telemolise.com 24 ore al giorno.
Lavora nella redazione di Isernia di Telemolise Mario Rizzi (poi a LA7, MTV e Rai 1), collaborano con l'emittente anche Roberto Ruta (futuro parlamentare molisano in entrambe le Camere per il centro-sinistra), Mauro Carafa e Sergio Bucci (poi in Rai), Mariolina Simone (poi LA7, ora Rai Radio Due), Katia Giuliani (proveniente da Teletrignl e ora voce di Radio Subasio).

### Gli anni 2000
Nel 2002 un terremoto colpisce duramente San Giuliano di Puglia, le telecamere di Telemolise immediatamente riprendono in diretta le immagini durante le scosse ed effettuano una diretta durata oltre 40 ore a scopo informativo; i collaboratori dell'emittente lavorano gratuitamente e la direttrice Manuela Petescia non abbandona la sua postazione, neanche durante le scosse di terremoto, fino a quando l'ultimo bambino non viene estratto. Le immagini vengono richieste dalle maggiori emittenti mondiali e nazionali e la rete le offre gratuitamente. Tutti i collaboratori dell'emittente si adoperarono per realizzare la diretta con le aree colpite, riuscendo ad intervistare anche il Presidente della Repubblica Carlo Azeglio Ciampi arrivato sul luogo.
La copertura di tale tragico evento riceve gli elogi del critico televisivo Aldo Grasso: "Durante i tragici giorni del terremoto coperti da una lunga diretta gli ascolti di Telemolise hanno subito un'impennata raggiungendo la media di 123.000 spettatori su un bacino di 300.000 abitanti, con punte di quasi un milione di persone".
Allo stesso modo ha dato grande copertura al terremoto dell'Aquila del 2009 che pure ha coinvolto molti molisani (tra cui 6 vittime) ivi presenti.
Nel 2004 il gruppo ha acquistato Radio Luna; con l'acquisto di questa storica emittente, che ha da sempre operato in sinergia con Telemolise, l'emittente è presente per molti anni con propri inviati al Festival di Sanremo nella sala stampa del Teatro Ariston.
L'11 gennaio 2008 muore improvvisamente l'editore Lelio Pallante. Gli succede il figlio Quintino, che fin dall'inizio ha apportato innovazioni in campo tecnologico e informativo.

### Gli anni ‘10
Dal primo semestre 2013 è diffusa anche in tutto l'Abruzzo sul canale LCN 96 inizialmente tramite l'operatore di rete Telemax; da agosto 2017 invece tramite la rete di TV6 (altra emittente di proprietà di Quintino Pallante).
Dal 30 agosto 2013 la rete trasmette totalmente in formato panoramico 16:9, precedendo molti canali nazionali tra cui RAI 1.
Da novembre 2013 a dicembre 2015, ha trasmesso anche su tutto il territorio della regione Lazio, Roma compresa, sul canale LCN 749, tramite l'operatore di rete TVR Voxon, condividendo il segnale con Telesirio. 
In seguito, nel 2014 e 2015 ha prodotto la trasmissione Molisani a Roma, con due appuntamenti settimanali, dedicata ai molisani che sono emigrati a Roma dal dopoguerra ad oggi.
Il 14 maggio 2014, il gruppo editoriale si allarga acquisendo la tv abruzzese TV6, a cui fornirà alcuni suoi programmi.
L'11 dicembre 2014, la trasmissione sportiva Domenica Sport raggiunge le 1000 puntate, in oltre 27 anni continuativi, confermandosi una delle trasmissioni più longeve nel panorama dell'emittenza televisiva sportiva italiana. Per l'occasione viene prodotta la puntata evento, da un locale di Ripalimosani. L'evento si è poi trasformato in una serata di gala annuale, che si svolge durante la prima metà di dicembre, chiamata Telemolise nel cuore.
Da febbraio 2016 fino a Giugno 2022, è tornata a trasmettere nel Lazio sul nuovo canale LCN 880 (Telemolise), attraverso la rete di Telemontegiove.
Dal 2018 trasmette anche in alta definizione.

### Gli anni ‘20
Da aprile 2022, a causa del refarming delle frequenze locali, trasmette in Molise e Abruzzo sul canale 11, esclusivamente in alta definizione. Allo stesso modo sul canale 18 trasmette Diciotto e sul canale 13 la controllata abruzzese TV6, anch'essi in HD.

### Struttura
L'emittente può contare su un centinaio di collaboratori, fra giornalisti, tecnici, amministrativi, operatori web (grazie alla redazione internet le immagini passano in streaming e ondemand anche sulla rete sul proprio sito), e professionisti.
Telemolise ha sviluppato in modo particolare il settore dell'informazione, con tre edizioni in diretta del telegiornale (tutte seguite dal Tg Sport), lo spazio Buongiorno Molise con la rassegna stampa, un'edizione flash alle ore 15 ed una edizione da 100 secondi (TG100) che va in onda ogni ora dalle 16 in poi.

## Trasmissioni

### Trasmissioni del passato
- Il Molise che lavora
- Sala TLM
- Il Giocoliere
- Gran Premio
- Lunedì sport
- Paese Mio
- Sala operatoria
- Il consulente
- Incontro con l'Arcivescovo di Isernia
- Il mercato
- Per chi suona la campana
- Isernia controluce
- Il punto
- Ricordi rossoblu
- Lo zeccino d'oro
- Testate a confronto
- Animali e dintorni
- Dimmelo con il cuore
- Delitti
- Il faro
- Diritto di replica
- Franz
- Nightlife
- Fuori Gioco
- Isernia 20:20
- Figaro
- Onda su Onda
- A carte scoperte
- Cool Tv
- Non solo musica
- Moby Dick

### Trasmissioni in palinsesto
- ’’TG Molise’’
- ’’TG SPORT’’
- ’’Buongiorno Molise’’
- Viaggio in Molise
- Il Molisano
- 7 giorni di cronaca
- Ingresso libero
- Millibar
- Il seme della speranza
- In cucina con lo chef
- Domenica Sport
- Gli amici di Domenica Sport
- A tutto campo
- Molise a calci
- Santa messa

### Lo sport
Molto spazio è dedicato allo sport. La redazione sportiva realizza un TG sportivo quotidiano che segue quello principale, e tre programmi sportivi: 
- Domenica Sport condotta da Antonio Di Lallo (immagini, commenti, servizi, interviste della domenica sportiva con ospiti e con immagini alla moviola), la cui sigla è la versione acustica di Wicked Game di Chris Isaak arrangiata dalla Gino Marinelli Orchestra, e che nel 2020 ha superato le 1200 puntate;
- A tutto campo (in diretta la domenica dai campi regionali di Serie C, D, Eccellenza e Promozione) condotto da Luigi Di Lallo e Benedetta Fazio;
- Molise a calci (trasmissione di approfondimento sui campionati di calcio di serie C, D ed Eccellenza molisana, interviste, classifiche, commenti e le azioni più contestate della domenica rivisitate dalla moviola) condotto da Gianni Bruno. Ha superato le 300 puntate.

## Canali televisivi (Molise Towers)
| LCN | Canale                   | Note |
| --- | ------------------------ | ---- |
| 11  | TELEMOLISE (provvisorio) | FTA  |
| 18  | DICIOTTO                 | FTA  |
| 82  | ITALIACABLE              | FTA  |
| 89  | Teleuniverso             | FTA  |
| 91  | Telemolise SPORT         | FTA  |
| 92  | TG Molise                | FTA  |
| 93  | Telemolise +1            | FTA  |
| 94  | MOLISE MIO               | FTA  |
| 95  | Misericordia TV          | FTA  |
| 96  | HAPPY                    | FTA  |
| 97  | RADIO LUNA               | FTA  |